# Zwischenurteil
Ein Zwischenurteil ist ein Urteil in einem Zivilprozess über prozessuale Vorfragen und nicht den eigentlichen Streitgegenstand. In der Schweiz wird es auch als Vorentscheid, Beiurteil oder Bescheid bezeichnet; die Schweizerische Zivilprozessordnung vom 19. Dezember 2008 spricht von einem Zwischenentscheid. 
Zweck des Rechtsinstitutes ist es, eine bindende Entscheidung über Vorfragen, Teilaspekte oder den Grund des Anspruchs herbeizuführen, ehe ein weiteres, womöglich aufwändiges und kostenintensives Verfahren (z. B. über die Höhe des Anspruchs) durchgeführt wird. 
- In Deutschland wird das Zwischenurteil in § 303 und § 304 ZPO geregelt. Nach § 303 kann allgemein ein Zwischenurteil ergehen, wenn ein Zwischenstreit zur Entscheidung reif ist. Gemäß § 304 kann das Gericht über den Grund des geltend gemachten Anspruchs vorab entscheiden, wenn dieser Anspruch nach Grund und Betrag streitig ist (Zwischenurteil über den Grund). Dieses Urteil ist in Betreff der Rechtsmittel als Endurteil anzusehen; das Gericht kann jedoch, wenn der Anspruch für begründet erklärt wird, auf Antrag anordnen, dass über den Betrag zu verhandeln ist. Bezieht sich der Zwischenstreit auf die Zulässigkeit der Klage, kann das Gericht anordnen, dass über die Zulässigkeit der Klage abgesondert verhandelt wird (§ 280 ZPO).[1] Bei Unzulässigkeit kommt eine Klagerücknahme in Betracht, ansonsten ergeht ein Prozessurteil.
- In Österreich kann gemäß § 393 ZPO das Gericht vorab über den Grund des Anspruches durch Urteil entscheiden (Zwischenurteil), wenn in einem Prozess ein Anspruch nach Grund und Betrag streitig und die Verhandlung zunächst bloß in Ansehung des Grundes zur Entscheidung reif ist, selbst wenn noch strittig ist, ob der Anspruch überhaupt mit irgendeinem Betrag zu Recht besteht (Absatz 1). Solche Zwischenurteile sind wie Endurteile durch Rechtsmittel anfechtbar; die weitere Verhandlung ist bis zum Eintritt der Rechtskraft des Zwischenurteils gehemmt. Ebenso kann über einen Zwischenantrag auf Feststellung nach § 236 oder § 259 ZPO über das Bestehen oder Nichtbestehen eines Rechts, von dem das Klagebegehren ganz oder zum Teil abhängt, durch Zwischenurteil abgesprochen werden (Absatz 2). Schließlich kann das Gericht von Amts wegen oder auf Antrag über den erhobenen Einwand der Verjährung des geltend gemachten Anspruchs gesondert mit Zwischenurteil entscheiden, soweit die Klage nicht ohnehin aus diesem Grund (mit Endurteil) abzuweisen ist (§ 393a ZPO).
- Nach Schweizer Zivilprozessrecht kann gemäß Art. 237 ZPO das Gericht einen Zwischenentscheid treffen, „wenn durch abweichende oberinstanzliche Beurteilung sofort ein Endentscheid herbeigeführt und so ein bedeutender Zeit- oder Kostenaufwand gespart werden kann.“ Der Zwischenentscheid ist selbstständig anzufechten; eine spätere Anfechtung zusammen mit dem Endentscheid ist ausgeschlossen.